# Aleuroclava elatostemae
Aleuroclava elatostemae là một loài côn trùng cánh nửa trong họ Aleyrodidae, phân họ Aleyrodinae.
Aleuroclava elatostemae được Takahashi miêu tả khoa học đầu tiên năm 1932.